# Episodi di Melrose Place (prima stagione)
La prima stagione della serie televisiva Melrose Place, composta da 32 episodi, è andata in onda negli Stati Uniti sul canale FOX dall'8 luglio 1992 al 26 maggio 1993.
In Italia la serie è andata in onda dal 7 ottobre 1993 al 12 maggio 1994 su Italia 1.
Al cast iniziale si aggiungono le attrici Daphne Zuniga, nel ruolo di Jo Beth Reynolds, a partire dal quindicesimo episodio e, come special guest star, Heather Locklear che, dall'episodio ventuno, interpreta Amanda Woodward.
Amy Locane (Sandy Louise Harling) lascia la serie dopo le prime tredici puntate, mentre Vanessa A. Williams (Rhonda Blair), presente in tutta la prima stagione, non venne riconfermata nella successiva.
Appaiono in piccole partecipazioni anche Laura Leighton (in due puntate) e Marcia Cross (in nove), rispettivamente nel ruolo di Sydney Andrews e in quello della dottoressa Kimberly Shaw; dalla stagione successiva entrambi i personaggi avranno una maggiore rilevanza all'interno dell'intreccio della serie.
| nº | Titolo originale            | Titolo italiano             | Prima TV USA      | Prima TV Italia  |
| -- | --------------------------- | --------------------------- | ----------------- | ---------------- |
| 1  | Pilot                       | Condominio con vista        | 8 luglio 1992     | 7 ottobre 1993   |
| 2  | Friends and Lovers          | Amici e amanti              | 15 luglio 1992    | 7 ottobre 1993   |
| 3  | Lost and Found              | Ostacoli                    | 22 luglio 1992    | 12 ottobre 1993  |
| 4  | For Love or Money           | Per amore o per denaro      | 29 luglio 1992    | 14 ottobre 1993  |
| 5  | Leap of Faith               | Un salto nel buio           | 5 agosto 1992     | 21 ottobre 1993  |
| 6  | Second Chances              | Una scelta importante       | 12 agosto 1992    |                  |
| 7  | My Way                      | La mia strada               | 19 agosto 1992    | 2 novembre 1993  |
| 8  | Lonely Hearts               | Cuori solitari              | 2 settembre 1992  | 4 novembre 1993  |
| 9  | Responsibly Yours           | Voglia di arrivare          | 9 settembre 1992  | 11 novembre 1993 |
| 10 | Burned                      | L'ospite inatteso           | 16 settembre 1992 | 17 novembre 1993 |
| 11 | A Promise Broken            | Una promessa non mantenuta  | 30 settembre 1992 |                  |
| 12 | Polluted Affairs            | Sarà l'uomo giusto?         | 21 ottobre 1992   | 2 dicembre 1993  |
| 13 | Dreams Come True            | Rabbia                      | 28 ottobre 1992   | 9 dicembre 1993  |
| 14 | Drawing the Line            | Tutto ha un limite          | 4 novembre 1992   | 16 dicembre 1993 |
| 15 | House of God                | L'arrivo di Jo              | 11 novembre 1992  |                  |
| 16 | The Whole Truth             | Bugie                       | 18 novembre 1992  |                  |
| 17 | Jake vs Jake                | Jake contro Jake            | 25 novembre 1992  |                  |
| 18 | A Melrose Place Christmas   | Natale a Melrose Place      | 16 dicembre 1992  |                  |
| 19 | Single White Sister         | Un ciclone di sorella       | 6 gennaio 1993    |                  |
| 20 | Peanut Butter and Jealousy  | Burro di arachide e gelosia | 13 gennaio 1993   |                  |
| 21 | Picture Imperfect           | Appuntamento al buio        | 27 gennaio 1993   | 24 febbraio 1994 |
| 22 | Three's a Crowd             | Relazione difficile         | 3 febbraio 1993   |                  |
| 23 | My New Partner              | Nuovi investimenti          | 10 febbraio 1993  | 10 marzo 1994    |
| 24 | Bye Bye Billy               | Ciao ciao Billy             | 17 febbraio 1993  |                  |
| 25 | Irreconcilable Similarities | Errori irrimediabili        | 3 marzo 1993      | 24 marzo 1994    |
| 26 | End Game                    | Il filo invisibile          | 24 marzo 1993     | 31 marzo 1994    |
| 27 | The Test                    | Gli errori si pagano        | 31 marzo 1993     | 7 aprile 1994    |
| 28 | Pushing Boundaries          | Il coraggio di rischiare    | 7 aprile 1993     | 14 aprile 1994   |
| 29 | Pas de Trois                | Il piacere dell'onestà      | 21 aprile 1993    | 21 aprile 1994   |
| 30 | Carpe Diem                  | Il primo appuntamento       | 28 aprile 1993    | 28 aprile 1994   |
| 31 | State of Need               | Una coppia in crisi         | 12 maggio 1993    | 5 maggio 1994    |
| 32 | Suspicious Minds            | Cambio di proprietà         | 26 maggio 1993    | 12 maggio 1994   |

## Condominio con vista
- Titolo originale: Pilot
- Diretto da: Howard Deutch
- Scritto da: Darren Star

### Trama
Nel cuore della notte, la coinquilina di Alison Parker fugge di nascosto dal condominio al 4616 di Melrose Place, a Los Angeles. La scadenza dell'affitto è vicina e Alison ha bisogno di trovare un nuovo coinquilino in tempi brevi; tra i tanti candidati si presenta Billy Campbell, un giovane disoccupato con aspirazioni da scrittore. Nonostante qualche diffidenza iniziale Alison lo accetta come convivente.
Alison è una centralinista alla D&D Advertising e vorrebbe fare carriera nel settore pubblicitario.
Michael Mancini è il gestore della palazzina in cui abita Alison ed è un dottore; è sposato con Jane che lavora come commessa in una boutique.
Nel condominio abitano anche Matt Fielding (un omosessuale dichiarato che si occupa di emarginati dalla società, soprattutto minorenni) e Rhonda Blair, insegnante di aerobica che condivide l'appartamento con Sandy Louise Harling, aspirante attrice che per sbancare il lunario fa la barista da "Shooters".
L'ultimo abitante del condominio è Jake Hanson, un disoccupato. Jake torna a casa con Kelly Taylor con la quale ha una relazione che suscita le gelosie di Sandy e le preoccupazioni da parte di David, Steve e Donna, amici e compagni di scuola di Kelly, che hanno seguito la ragazza da Beverly Hills, dove vivono, per convincerla a tornare a casa e ad abbandonare un uomo troppo grande per lei.
- Special guest star: Jennie Garth (Kelly Taylor), Brian Austin Green (David Silver), Tori Spelling (Donna Martin), Ian Ziering (Steve Sanders)
- Altri interpreti: Sherman Howard (Hal Barber), Victor Love (Daniel)
- Nota. I personaggi di Kelly, David, Donna e Steve, presenti nei primi tre episodi, sono gli stessi della serie Beverly Hills 90210 di cui Melrose Place è lo spin off. L'espediente narrativo che collega le due serie è costituito dal personaggio di Jake Hanson. Jake aveva lavorato come carpentiere nei lavori di restauro della casa della madre di Kelly, a Beverly Hills. Kelly si prende una cotta per il ragazzo e decide di seguirlo a Los Angeles, nonostante sia una studentessa e abbia solo diciassette anni, mentre Jake ne ha circa ventiquattro. L'episodio pilota ha una durata maggiore di circa venti minuti rispetto alla media di quarantadue.

## Amici e amanti
- Titolo originale: Friends and Lovers
- Diretto da: Daniel Attias
- Scritto da: Charles Pratt Jr.

### Trama
Billy ottiene un lavoro come tassista. Sul suo taxi conosce Marcy Garrett e i due iniziano a uscire suscitando la gelosia di Alison. Ben presto Marcy, però, si rivela molto possessiva e non nasconde i dettagli piccanti della sua vita sessuale con Billy ai ragazzi del condominio; il ragazzo decide allora di far cessare la loro relazione.
Jake, in cerca di lavoro, dà il via a una rissa presso l'ufficio di collocamento. La sua cauzione viene pagata da Kelly che scopre così i precedenti penali dell'amato.
Jane dubita dell'amore di Michael.
- Special guest star: Jennie Garth (Kelly Taylor), Brian Austin Green (David Silver), Tori Spelling (Donna Martin), Ian Ziering (Steve Sanders)
- Altri interpreti: Jensen Daggett (Marcy Garrett), Sherman Howard (Hal Barber), dott.ssa Ruth Westheimer (se stessa), Rosana De Soto (Delia Saldana), Richard Zobel (impiegato), Lucy Vargas (donna al collocamento)

## Ostacoli
- Titolo originale: Lost and Found
- Diretto da: Charles Braverman
- Scritto da: Frederick Rappaport

### Trama
Billy finisce di scrivere la sua prima sceneggiatura e la fa leggere ad Alison che non l'apprezza particolarmente.
Jane si sente sola dal momento che Micheal è molto impegnato col lavoro; Rhonda decide quindi di portare l'amica da Shooters, dove incontrano due ragazzi. Durante la serata Jane nasconde la fede e la perde.
Jake capisce che la differenza d'età tra lui e Kelly è un limite insormontabile e, con la complicità di un'amica di Sandy, fa credere a Kelly di non essere un tipo affidabile. Kelly decide allora di abbandonare definitivamente Los Angeles.
- Special guest star: Jennie Garth (Kelly Taylor), Brian Austin Green (David Silver), Tori Spelling (Donna Martin), Ian Ziering (Steve Sanders)
- Altri interpreti: Christian Bocher (Peter), Nestor Carbonell (Alex), Denise Gentile (Margot), Rosana De Soto (Delia Saldana), Lance Slaughter (Lowell), Greg Grunberg (Gatman), Marti Muller (Annie)

## Per amore o per denaro
- Titolo originale: For Love or Money
- Diretto da: Steven Robman
- Scritto da: Amy Spies

### Trama
A cena con un collega, Alison condivide alcune idee su una campagna pubblicitaria. Il giorno dopo, scopre che l'uomo è il figlio del vicepresidente di una società che lavora con la D&D e che ha presentato le idee di Alison come se fossero sue. Alison riferisce l'accaduto a Lucy Cabot, il suo supervisore, che decide di far fare la campagna a entrambi.
Jake incontra un'ex, Perry Morgan, che lo convince ad abbandonare il suo lavoro alla tavola calda per seguirla nella vendita di opere d'arte fraudolenti, ma la scoperta dei problemi di droga di Perry spinge Jake ad abbandonare la "società" e a trovare lavoro come meccanico.
Rhonda si offre come volontaria in cucina nella comunità in cui lavora Matt, ma una lezione di aerobica in palestra le impedisce di tener fede all'impegno preso, scatenando un litigio tra i due amici.
- Altri interpreti: Deborah Adair (Lucy Cabot), Zach Galligan (Rick Danworth), Michelle Johnson (Perry Morgan), Philip Lewis (mercante d'arte), John McCann (Joe Danworth), Simon Templeman (Kurt), Christopher Pennock (Rusty).

## Un salto nel buio
- Titolo originale: Leap of Faith
- Diretto da: Bethany Rooney
- Scritto da: Ellen Herman

### Trama
Jane scopre di aspettare un bambino, ma preferisce non dirlo a Michael perché sa che il marito è sempre stato contrario ad allargare la famiglia nei primi anni di matrimonio; decide quindi d'interrompere la gravidanza e Alison e Sandy si offrono di accompagnarla in clinica per darle il loro supporto. Sandy rivela di aver abortito a sedici anni.
Billy ottiene una rubrica in un quotidiano locale; non sapendo di cosa raccontare, convince Jake e Matt ad andare a fare bungee jumping assieme a lui.
- Altri interpreti: Jane Hallaren (consulente), Salome Jens (Joan Campbell), Malachi Throne (William Campbell).

## Una scelta importante
- Titolo originale: My Way
- Diretto da: Bethany Rooney
- Scritto da: Darren Star

### Trama
Billy con un tranello convince Alison a passare alcuni giorni a casa dei suoi genitori e la presenta come sua fidanzata. Il padre di Billy vorrebbe che il ragazzo abbandonasse ogni aspirazione a diventare scrittore e si unisse a lui nel mobilificio di famiglia.
Sandy ottiene il ruolo da protagonista in un film horror e pensa di essere finalmente arrivata, ma le particolari scelte registiche la riporteranno alla dura realtà.
- Altri interpreti: Salome Jens (Joan Campbell), Kim Miyori (regista), Malachi Throne (William Campbell), Liz Sheridan (cliente), Eileen Dunn (yuppie #1), Sean Masterson (yuppie #2), Gregory Littman (assistente regista).

## La mia strada
- Titolo originale: Second Chances
- Diretto da: Jefferson Kibbee
- Scritto da: Toni Graphia

### Trama
Teresa, una ballerina professionista, è in città per una data della sua tournée teatrale e invita l'amica Rhonda ad assistere allo spettacolo per poi proporle un provino per unirsi alla compagnia. Anni prima, entrambe erano in lizza per un posto da professionista, ma un attacco di panico aveva bloccato Rhonda; ora sembra essere giunto il suo momento di rivalsa.
Jake chiede ad Alison di aiutarlo nella preparazione di un esame che gli permetta di prendere la maturità. Dal momento che Jake si vergogna di essere l'unico senza un diploma nel condominio, chiede ad Alison di mantenere segreto il motivo dei lori incontri; questa situazione, però, genera pettegolezzi che sembrano ferire Sandy e Billy.
- Altri interpreti: Gina Ravera (Theresa), Charles Randolph-Wright (Julian Benson).

## Cuori solitari
- Titolo originale: Lonely Hearts
- Diretto da: Jefferson Kibbee
- Scritto da: Charles Pratt Jr.

### Trama
Sandy, durante una giornata di shopping con Rhonda, conosce Paul Brubecker che la invita a cena. Al ristorante, Sandy si accorge di non essere attratta dal ragazzo e lo respinge gentilmente. Nei giorni successivi, però, Paul inizia a comportarsi come se fosse il suo fidanzato, nonostante i continui rifiuti da parte di Sandy. Mentre Rhonda è fuori città, Sandy, di rientro dal lavoro, trova l'appartamento pieno di rose e dagli innumerevoli messaggi in segreteria capisce che Paul è entrato nella sua casa. Jake si offre di aiutare l'amica.
Alison vorrebbe cambiare auto perché la sua vecchia "Betsy" inizia a darle dei problemi, ma i legami affettivi che la legano alla macchina glielo impediranno.
- Altri interpreti: Matt Roth (Paul Brubecker), Lou Hancock (donna), John Del Regno (Phil Di Franco), Allison Barron (Debra), Nigel Gibbs (agente di polizia).

## Voglia di arrivare
- Titolo originale: Responsibly Yours
- Diretto da: Daniel Attias
- Scritto da: Frederick Rappaport

### Trama
Billy aiuta Dawn Bonds, rimasta in panne con l'auto, a raggiungere un club dove la donna si esibisce come cabarettista emergente. I due iniziano a frequentarsi e Billy scopre che Dawn ha un bambino di otto anni. Inizialmente, il bambino non accetta la presenza di Billy, ma poi il ragazzo riesce a conquistarne la fiducia. Un discorso con l'ex marito di Dawn, però, fa comprendere a Billy di non essere pronto ad assumersi le responsabilità di genitore.
Sandy e Jake provano a instaurare una relazione platonica, ma l'impresa si rivela più ardua del previsto.
- Altri interpreti: Joyce Hyser (Dawn Bonds), Justin Isfeld (Martin Bonds), Salvator Xuereb (Rob Bonds), Cary Odes (cabarettista), Anastacia Nemec (Emma).

## L'ospite inatteso
- Titolo originale: Burned
- Diretto da: Janet Greek
- Scritto da: Robert Guza Jr.

### Trama
Durante una festa a sorpresa per il suo compleanno, Jake riceve la visita della madre che non vedeva da diversi anni a causa della dipendenza della donna dall'alcool. Sandy cerca di far riavvicinare i due, ma molti dissapori del passato sembrano riaffiorare.
Billy, durante un turno notturno in un quartiere malfamato della città, viene aggredito da un gruppo di teppisti di colore e cerca di farsi giustizia da solo con l'aiuto di Jake. Un pregiudizio razzista di Billy fa infuriare Rhonda, che cerca di mostrare al ragazzo la complessità della condizione razziale a Los Angeles.
- Altri interpreti: Ron Canada (pastore), Anita Morris (Stella Rivers), Vee Dub (autista), Richard Penn (Detective), Adrian Ricard (signora anziana), Royce Wallace (donna), Jean Pflieger (Beth).
- Nota. Stella Rivers afferma che il figlio Jake è tutto quello che possiede, il che non collima con gli sviluppi futuri della trama: nella terza stagione, infatti, arriva a Melrose Jess Hanson (l'attore Dan Cortese), fratello maggiore di Jake.

## Una promessa non mantenuta
- Titolo originale: A Promise Broken
- Diretto da: Nancy Malone
- Scritto da: Charles Pratt Jr.

### Trama
Durante un'ecografia di routine, Jane scopre di aver perso il bambino. Per provare a consolarla, Sandy le regala un cucciolo di cane, ma l'animale scappa durante una passeggiata in spiaggia. Michael accusa la moglie della fuga del cane e di essere responsabile della perdita del bimbo perché aveva pensato all'aborto in un primo tempo.
Alison litiga con Billy dopo averlo visto scherzare con un suo reggiseno.
- Altri interpreti: Carmen Argenziano (dott. Stanley Levin), Paul Collins (dott. Fisher), Marcia Cross (dott.ssa Kimberly Shaw), Courtenay McWhinney (signorina Roth), Carlease Burke (infermiera).
- Nota. Prima breve apparizione della dottoressa Kimberly Shaw che, nel scorso della serie, diventerà un personaggio fisso. Jane dice di essere molto legata ai genitori in quanto figlia unica; affermazione che viene contraddetta nell'episodio Un ciclone di sorella, nel quale viene introdotto il personaggio di Sydney Andrews, sorella di Jane.

## Sarà l'uomo giusto?
- Titolo originale: Polluted Affairs
- Diretto da: Daniel Attias
- Scritto da: Amy Spies

### Trama
Alison inizia a uscire con Keith Gray, un brillante biologo marino, ma scopre che l'uomo è sposato e che intende lasciare la moglie.
Billy scopre di non aver mai pagato un debito contratto all'università e deve estinguerlo in tempi brevi.
Jane è ossessionata dall'idea di perdere il peso che aveva accumulato durante la gravidanza.
- Altri interpreti: Deborah Adair (Lucy Cabot), Jana Marie Hupp (Mary Smith), Salome Jens (Joan Campbell), William R. Moses (Keith Gray), Rosemarie Jackson (Claire).
- Nota. Sandy non appare nell'episodio, solo nella sigla d'apertura.

## Rabbia
- Titolo originale: Dreams Come True
- Diretto da: John Nicolella
- Scritto da: Ellen Herman

### Trama
Dopo una serata galante, Matt viene aggredito e picchiato da un gruppo di omofobici. Il ragazzo viene interrogato durante l'orario di lavoro da due agenti della polizia; il suo datore di lavoro ne scopre così l'omosessualità e con una banale scusa lo licenzia. Inizialmente, Matt non sembra intenzionato a una causa per discriminazione, ma Rhonda e Jake lo convincono del contrario.
Alison continua a frequentare Keith nonostante le critiche dei suoi amici, di Billy e di Jane in particolare.
A Sandy viene proposto un provino per una soap opera, Domani e per sempre, a New York. La ragazza viene presa e il giorno stesso si trasferisce nella grande mela dove potrà realizzare i suoi sogni di attrice.
- Altri interpreti: Deborah Adair (Lucy Cabot), John Capodice (agente Marty Gold), H. Richard Greene (Ken Gable), William R. Moses (Keith Gray), Christine Avila (agente Flores), Clint Carmichael (Booth), Paul Cira (Stan), Gregory Cooke (Bruce), Rigoberto Jimenez (Amado), Cleandre Norman (William)
- Nota. Ultimo episodio in cui compare Sandy.

## Tutto ha un limite
- Titolo originale: Drawing the Line
- Diretto da: David Rosenbloom
- Scritto da: Robert Guza Jr.

### Trama
La relazione tra Alison e Keith è fonte di tensione tra la donna e Jane che non accetta che l'amica frequenti un uomo sposato, seppur in fase di separazione. La moglie di Keith, intanto, arriva in città per alcuni giorni e l'uomo si trasferisce momentaneamente da Alison. I due decidono di andare in campeggio, ma Alison non riesce a godersi la vacanza perché rosa dai sensi di colpa. Ritornati a casa, Alison lascia Keith definitivamente: non può tollerare di vivere una situazione sentimentale simile a quella che il padre fedifrago faceva vivere alla madre.
Matt decide di fare causa per discriminazione ai suoi ex datori di lavoro e chiede un aiuto finanziario ai genitori, ma il padre si rifiuta di prestargli del denaro perché non ha mai accettato i gusti sessuali del figlio. Matt, allora, accetta un lavoro come cameriere per poter pagare l'avvocato.
Nel frattempo, Rhonda ospita una nuova coinquilina, Carrie, ma le manie di pulizia e di ordine della nuova arrivata rendono impossibile una serena convivenza.
- Altri interpreti: Juliana Donald (Lily Gray), James Handy (Matt Fielding Sr.), Judith Hoag (Sarah Goldstein), William R. Moses (Keith Gray), Claudette Nevins (Constance Fielding), Rae Dawn Chong (Carrie Fellows), Vanessa Roth (Meg)

## L'arrivo di Jo
- Titolo originale: House of God
- Diretto da: Nancy Malone
- Scritto da: Charles Pratt Jr.

### Trama
Nella palazzina di Melrose c'è ancora un monolocale da affittare, il numero 4; Jo Reynolds, un'aspirante fotografa di New York, si presenta per vederlo. Rhonda le chiede se interessata a vivere con lei condividendo le spese, ma Jo preferisce stare da sola. Le due, allora, decidono di scambiarsi gli appartamenti quella stessa giornata. Uno a uno, gli altri inquilini si presentano alla nuova arrivata, ma Jo riesce a stringere amicizia solo con Alison a causa dei problemi di cuore in comune: Alison pensa ancora a Keith e Jo ha appena lasciato il marito. Billy sembra interessato a Jo, ma la donna flirta con Jake. Nel frattempo i coniugi Mancini iniziano a frequentare un collega di Michael e la moglie; Jane, però, scopre che la donna viene ripetutamente picchiata dal marito e cerca di convincerla a lasciarlo.
- Altri interpreti: John Scott Clough (dott. Scott McBain), Lisa Waltz (Liz McBain), Michael Wiseman (Duane), Mark St.James (Bob)
- Note: l'episodio segna l'ingresso del personaggio di Jo Reynolds, interpretato dall'attrice Daphne Zuniga, che sarà presente per le prime quattro stagioni. Matt non compare mai per tutta la durata della puntata.

## Bugie
- Titolo originale: The Whole Truth
- Diretto da: Charles Braverman
- Scritto da: Joe Viola

### Trama
Jo vuole vendere un braccialetto sul quale è inciso il nome "Beth" cercando la complicità di Jake, il quale, però, sospetta che il gioiello sia stato rubato. Messa alle strette, la donna rivela che "Beth" è il suo secondo nome con il quale era conosciuta a New York da dove se ne è andata per scappare dai problemi di alcolismo del marito; "Jo", invece, era il nome con il quale veniva chiamata dalla madre, morta suicida quando Jo aveva solo sette anni.
La boutique presso la quale lavora Jane fallisce e viene acquistata da Kay Bacon, una brillante quanto acida stilista, che offre un lavoro a Jane.
Matt accetta un patteggiamento, torna a lavorare al centro di recupero minorile e intasca un assegno di 10.000 dollari di risarcimento.
Billy fa un sogno erotico su Alison.
- Altri interpreti: Judith Hoag (Sarah Goldstein), Sydney Walsh (Kay Bacon), Alec Mapa (secondo gioielliere), Peter Dennis (primo gioielliere), René LeVant (poliziotto), Jeremy Davies (Pete Stoller), James Quarter (Jerry)

## Jake contro Jake
- Titolo originale: Jake vs Jake
- Diretto da: Victoria Hochberg
- Scritto da: Frank South

### Trama
Di passaggio in città per motivi di lavoro, Colleen Patterson rivela a Jake, con il quale aveva avuto una relazione cinque anni prima, di essere il padre di suo figlio David e gli chiede di firmare alcuni documenti per rinunciare alla patria potestà, in modo da permettere all'attuale marito di adottare il bambino; Jake non sembra intenzionato ad accettare.
Alison scopre di avere un fibroma; poiché non ha stipulato una polizza sanitaria, la ragazza è costretta a coprire da sola l'intero costo dell'operazione, che non può permettersi. Una persona inaspettata le verrà incontro.
Rondha conosce in modo piuttosto burrascoso Terrence Haggard, affascinante proprietario di un ristorante.
- Altri interpreti: Fran Bennett (dott. Miller), Miko Hughes (David Patterson), John Marshall Jones (Terrence Haggard), Beth Toussaint (Colleen Patterson)

## Natale a Melrose Place
- Titolo originale: A Melrose Place Christmas
- Diretto da: Bethany Rooney
- Scritto da: Darren Star

### Trama
L'operazione di Alison riesce perfettamente e la ragazza torna a casa sotto le cure di Billy, il quale decide di regalarle per Natale una collana che viene giudicata troppo preziosa da Jo e da Jake per essere il regalo di un semplice amico.
Jo aiuta Jake a scegliere un abete per le feste e il ragazzo invia al figlio una macchina telecomandata in regalo. Jake vorrebbe una maggiore intimità con Jo, ma la donna dice di non voler correre troppo dopo le sue recenti disavventure amorose.
Rhonda passa le vacanze a sciare ad Aspen con Terrence.
Matt si riappacifica con il padre e prepara il cenone di Natale per il condominio, aiutato da Alison.
Di turno in pronto soccorso il giorno di Natale, Michael deve prima comunicare la morte di un bambino ai genitori, poi aiuta una donna a partorire, insieme alla dottoressa Kimberly Shaw. Michael invita Kimberly a passare la serata insieme ai suoi amici a Melrose.
Alison e Billy ammettono di essere confusi a proposito dei sentimenti che provano l'uno verso l'altra.
- Altri interpreti: Jeff Allin (dott. Lister), Carmen Argenziano (dott. Stanley Levin), Marcia Cross (dott.ssa Kimberly Shaw), James Handy (Matt Fielding Sr.), John Marshall Jones (Terrence Haggard)
- Nota. Seppur accreditata nella sigla d'apertura, Jane non compare nell'episodio; Michael riferisce ad Alison che la moglie passerà il Natale con i genitori.

## Un ciclone di sorella
- Titolo originale: Single White Sister
- Diretto da: Charles Correll
- Scritto da: Ellen Herman

### Trama
Sydney, sorella minore di Jane, si presenta a Los Angeles dopo aver interrotto gli studi al college e chiede ospitalità alla sorella. Dopo una giornata passata insieme a Jane nel suo posto di lavoro, Sydney decide d'intraprendere la carriera di stilista e riesce a farsi assumere come assistente di Kay Beacon, suscitando la gelosia della sorella.
Alison viene invitata dalla suo supervisore a un party di lavoro e deve portare con sé un accompagnatore; Billy le presenta un suo amico, Tom Brooks, ma assistere al corteggiamento fra i due lo rende geloso e manda all'aria l'appuntamento. Per scusarsi, si offre di accompagnare lui stesso Alison al party.
Rhonda e Terrence litigano a causa degli amici classisti di lui; per farsi perdonare, l'uomo si presenta sotto l'appartamento di Rhonda con tre cantanti e le chiede di sposarlo.
Jake compra una nuova motocicletta e vorrebbe regalare la sua a Jo, che però rifiuta per non sentirsi in debito. Jo, inoltre, inizia a ricevere lettere e telefonate dal marito che, infine, si presenta a Melrose, ma Jake gli fa credere che nessuna Jo Beth Reynolds abbia mai vissuto nello stabile.
- Altri interpreti: Deborah Adair (Lucy Cabot), Linden Ashby (Charles Reynolds), John Marshall Jones (Terrence Haggard), Laura Leighton (Sydney Andrews), Larry Poindexter (Danny Baker), Sydney Walsh (Kay Beacon), Tuc Watkins (Tom Brooks)
- Nota. Prima apparizione di Sydney Andrews che compare in questo episodio e in quello successivo e diventerà parte del cast fisso a partire dalla seconda stagione; subito viene presentata come una donna immatura e gelosa dei successi della sorella. Linden Ashby interpreta il ruolo del marito di Jo, Charles Reynolds, in due episodi (questo e il prossimo), ma nel corso della sesta stagione vestirà i panni del dott. Cooper.

## Burro di arachide e gelosia
- Titolo originale: Peanut Butter and Jealousy
- Diretto da: Nancy Malone
- Scritto da: Charles Pratt Jr.

### Trama
Venuta a conoscenza della presenza in città del marito Charles, Jo decide d'incontrarlo un'ultima volta. L'uomo sembra cambiato, ha smesso di bere e vuole fare ammenda, ma l'ammissione da parte di Jo di frequentare un altro uomo mette in luce gli aspetti peggiori del carattere del marito.
Sydney è a un passo dal mandare all'aria la festa a sorpresa per il compleanno di Jane a causa di un litigio tra le due sorelle che porta Jane a chiedere a Sydney di lasciare il suo appartamento.
Alison e Billy vanno insieme al party aziendale della D&D, ma Alison lascia Billy per concludere la serata con un altro ragazzo.
I preparativi di nozze di Rhonda mettono in crisi Matt.
- Altri interpreti: Deborah Adair (Lucy Cabot), Linden Ashby (Charles Reynolds), John Marshall Jones (Terrence Haggard), Laura Leighton (Sydney Andrews), Larry Poindexter (Danny Baker), Sydney Walsh (Kay Beacon)

## Appuntamento al buio
- Titolo originale: Picture Imperfect
- Diretto da: Nancy Malone
- Scritto da: Darren Star, Charles Pratt Jr., Dawn Prestwich, Frank South e Nicole Yorkin

### Trama
Alison riceve una promozione e inizia a lavorare al fianco di Amanda Woodward, art director alla D&D. Come primo incarico le due colleghe si debbono occupare di una pubblicità di biancheria intima maschile per la quale è stato chiamato un famoso tennista come modello; l'unico problema è la mancanza di un fotografo e Alison propone Jo.
Michael organizza un appuntamento al buio tra un'infermiera che lavora nel suo stesso ospedale e Billy.
Terrence trova una lussuosa villa dove andare ad abitare una volta sposato con Rhonda, ma la ragazza inizia ad avere dei ripensamenti sul loro futuro insieme.
- Guest star: Heather Locklear (Amanda Woodward)
- Altri interpreti: Deborah Adair (Lucy Cabot), Mitchell Anderson (Rex Weldon), John Marshall Jones (Terrence Haggard), Elena Wohl (Lydia Perkinsnome)
- Nota. Il personaggio di Amanda Woodward viene introdotto per la prima volta; rimarrà nel cast fino alla fine della serie. Jane non appare nell'episodio, nonostante sia presente nella sigla iniziale.

## Relazione difficile
- Titolo originale: Three's a Crowd
- Diretto da: Jefferson Kibbee
- Scritto da: Amy Spies

### Trama
Amanda invita Alison e Billy a fare dello sci d'acqua nella casa dei suoi genitori vicino al lago. Nonostante Alison chieda a Billy di non iniziare una relazione con Amanda perché teme ripercussioni sulla sua vita professionale nel caso di rottura, i due iniziano a frequentarsi.
Matt viene contattato da Terrence che gli chiede di aiutarlo a riconquistare Rhonda.
Jo e Jake passano la loro prima notte insieme.
- Guest star: Heather Locklear (Amanda Woodward)
- Altri interpreti: John Marshall Jones (Terrence Haggard)

## Nuovi investimenti
- Titolo originale: My New Partner
- Diretto da: Richard Lang
- Scritto da: Frank South

### Trama
Alison riceve al lavoro un mazzo di fiori da parte di un anonimo ammiratore che la invita a bere qualcosa da Shooters quella sera stessa. Credendo che si tratti di Billy, la ragazza si presenta all'appuntamento decisa a chiarire i suoi sentimenti per il coinquilino; il corteggiatore, però, si rivela essere Keith che le chiede di riprendere la loro relazione, dal momento che ha ufficialmente divorziato dalla moglie.
Nel frattempo, Jo rifiuta una buona uscita di 50 000 dollari offertale dall'avvocato del marito e viene criticata per questo da Jake, il quale rimane senza lavoro poiché Rusty, il proprietario dell'officina dove lavora, va in bancarotta. Jake vorrebbe rilevare l'attività, ma gli viene rifiutato un prestito dalla banca; Jo, allora, decide di mettere da parte l'orgoglio, di accettare il denaro del marito e di diventare socia di Jake, dando così vita al Jake's Bikes.
- Guest star: Heather Locklear (Amanda Woodward)
- Altri interpreti: John Marshall Jones (Terrence Haggard), Ben Stein (impiegato della banca), William R. Moses (Keith Gray)
- Nota. Jane e Matt non compaiono nell'episodio. Terrence e Keith sono entrambi doppiati da Roberto Pedicini.

## Ciao ciao Billy
- Titolo originale: Bye Bye Billy
- Diretto da: Victoria Hochberg
- Scritto da: Dawn Prestwich e Nicole Yorkin

### Trama
Il padre di Amanda conosce Billy e non lo considera adatto per la figlia.
Dopo che Billy rinuncia al suo biglietto all'ultimo minuto, Alison va a teatro da sola, ma due aggressori l'aspettano nel parcheggio, le puntano una pistola alla tempia e la derubano. Sentendosi impaurita e senza il supporto di Billy, Alison cerca conforto tra le braccia di Keith, il quale le chiede di andare a vivere insieme.
Jo porta Alison al poligono di tiro, le rivela di possedere una pistola da quando il marito ha iniziato a picchiarla e le consiglia di acquistarne una, ma Alison rifiuta l'idea.
Terrence chiede a Rhonda di dare una mano all'arredatrice che ha assunto per la casa appena acquistata; Rhonda accetta e scopre che l'arredatrice in questione è Carrie Fellows, la sua ex coinquilina, che non nasconde la sua attrazione per Terrence.
Billy si trasferisce a casa di Amanda.
Keith chiede ad Alison di seguirlo a Seattle dove ha appena ricevuto un'allettante proposta di lavoro.
- Guest star: Heather Locklear (Amanda Woodward)
- Altri interpreti: Rae Dawn Chong (Carrie Fellows), John Marshall Jones (Terrence Haggard), Wayne Tippit (Palmer Woodward), William R. Moses (Keith Gray)
- Nota. Jane e Michael non compaiono nell'episodio.

## Errori irrimediabili
- Titolo originale: Irreconcilable Similarities
- Diretto da: Nancy Malone
- Scritto da: Charles Pratt Jr.

### Trama
Alison decide di seguire Keith a Seattle, ma mette subito in chiaro che non vuole rinunciare alla sua emancipazione e che si troverà un lavoro una volta trasferiti.
Billy finisce il trasloco portando via dall'appartamento di Melrose i suoi ultimi oggetti personali, compresa una vecchia poltrona con le rotelle che diventa motivo di discussione con Amanda. Quest'ultima non nasconde la gelosia nei confronti di Alison e le confessa che la sua partenza per Seattle è "la notizia più bella della settimana".
Sam Towler, un caro amico di Jane e Michael, invita i due a una cena, ma a causa del lavoro in ospedale, Michael non può andarci; a fine serata, Sam bacia Jane che lo respinge. Sam, qualche giorno dopo, si scusa con Michael per il suo comportamento senza sapere che Jane non aveva rivelato nulla dell'accaduto al marito per evitare di innervosirlo.
Lucy confessa ad Alison di essere molto delusa dal fatto che la donna lasci il lavoro e la città per un uomo; inoltre, le rivela che già in passato un'altra collega aveva lasciato la D&D per colpa di Amanda. Gli amici organizzano una festa d'addio per Alison sulla spiaggia e la ragazza, salutando Billy, gli dice che Amanda non si merita il suo amore. Dopo l'ennesima discussione con Amanda, Billy decide di rompere con lei e di tornare al suo appartamento. Tornando a Melrose incontra Alison e Keith che stanno aspettando la navetta per l'aeroporto e decide di accompagnarli. Salutando Alison, Billy le chiede di non partire, ma ormai è troppo tardi.
- Guest star: Heather Locklear (Amanda Woodward).
- Altri interpreti: Deborah Adair (Lucy Cabot), Marcia Cross (dott.ssa Kimberly Shaw), Rob Estes (Sam Towler), William R. Moses (Keith Gray)

## Il filo invisibile
- Titolo originale: End Game
- Diretto da: James Frawley
- Scritto da: Frank South

### Trama
Proprio mentre sta facendo vedere il suo appartamento a Kimberly per un'eventuale coabitazione, Billy riceve una telefonata dalla madre che lo informa del ricovero del padre a causa di un grave infarto. Il ragazzo corre in ospedale, ma i medici gli danno poche speranze. Billy capisce che è arrivato il momento di assumersi delle responsabilità e decide di occuparsi della gestione del negozio di mobili di famiglia; la madre e la sorella Celeste, arrivata dal Minnesota per prendere parte al funerale, non condividono la scelta di Billy. La madre gli consegna una lettera del marito a lui indirizzata ma mai spedita nella quale il padre dichiara tutto l'orgoglio che nutre per il figlio. Al funerale partecipano anche Amanda, che cerca di riavvicinarsi all'ex fidanzato, e Alison, tornata da Seattle per l'occasione.
Michael si offre di riparare il rubinetto di Kimberly, dicendo a Jane di essere in ospedale; Kimberly cerca di sedurlo, ma lui la respinge.
Rhonda litiga con Terrence sempre a causa di Carrie.
Matt cena con il padre.
Billy accompagna Alison all'aeroporto, ma all'ultimo momento la ragazza decide di non partire perché sente la nostalgia di Los Angeles.
- Guest star: Heather Locklear (Amanda Woodward)
- Altri interpreti: Rae Dawn Chong (Carrie Fellows), Renee Coleman (Celeste Campbell), Marcia Cross (dott.ssa Kimberly Shaw), James Handy (Matt Fielding Sr.), Salome Jens (Joan Campbell), John Marshall Jones (Terrence Haggard), David Selburg (dott. Stevens)

## Gli errori si pagano
- Titolo originale: The Test
- Diretto da: Paul Lazarus
- Scritto da: Darren Star

### Trama
Jake riceve di nuovo la visita della sua ex ragazza Perry Morgan che gli rivela di aver contratto l'AIDS. Jake, preoccupato, decide di fare il test insieme a Jo e, non riuscendo a sopportare l'attesa dei risultati, prendono la moto e passano la notte nel deserto. I test, infine, risultano negativi, e Jake si offre di supportare emotivamente Perry.
Billy, con la complicità di Alison, scrive un falso curriculum e riesce a farsi assumere come giornalista presso l'Escapade Magazine.
Alison torna da Lucy per chiederle di poter riprendere a lavorare alla D&D, ma è Amanda a occuparsi della selezione del personale. Inizialmente, Amanda offre ad Alison il suo vecchio lavoro come centralinista, ma a causa delle pressioni di Lucy, sarà costretta a riassumerla.
- Guest star: Heather Locklear (Amanda Woodward)
- Altri interpreti: Deborah Adair (Lucy Cabot), Patrick Breen (Cameron), Michelle Johnson (Perry Morgan), Meg Wittner (Nancy Donner)
- Nota. Jane, Michael e Rhonda non compaiono nell'episodio.

## Il coraggio di rischiare
- Titolo originale: Pushing Boundaries
- Diretto da: Martin Pasetta
- Scritto da: Jordan Budde

### Trama
Nonostante Billy - che aveva dichiarato di aver preso un master in giornalismo alla Columbia University pur di ottenere il lavoro all'Escapade Magazine - venga smascherato, il suo superiore, Nancy Donne, decide di non licenziarlo, anzi, lo incarica di scrivere il suo primo articolo. L'articolo piace a Nancy che assegna a Billy una rubrica fissa. Per festeggiare la promozione, Billy invita i ragazzi del condominio a una cena, alla quale si presenta anche Amanda che aveva precedentemente origliato una conversazione tra Billy e Alison. Quest'ultima sospetta che la repentina promozione di Billy sia solo un tentativo di seduzione da parte di Nancy; timore che si rivela fondato.
Matt esce con un avvocato, ma i punti i comune tra i due sono pochi.
Michael e Kimberly iniziano una relazione clandestina.
- Guest star: Heather Locklear (Amanda Woodward)
- Altri interpreti: Patrick Breen (Cameron), Marcia Cross (dott.ssa Kimberly Shaw), Brian McNamara (Scott Daniels), Meg Wittner (Nancy Donne)

## Il piacere dell'onestà
- Titolo originale: Pas de Trois
- Diretto da: Chip Chalmers
- Scritto da: Charles Pratt Jr.

### Trama
Al termine di una visita di controllo, Alison vede Michael baciare appassionatamente Kimberly. Indecisa se riferire o meno l'accaduto a Jane, Alison affronta Michael che la liquida dicendole che non è il caso che la donna rovini un secondo matrimonio, come aveva fatto con quello di Keith.
Lucy organizza un party per festeggiare il suo fidanzamento; Alison vi partecipa con Billy, ma poi sorprende il ragazzo mentre bacia Amanda.
Jake deve pagare 8400 dollari di tasse sul suo negozio di motociclette; Jo lo convince a falsificare il fatturato, ma i sensi di colpa gli fanno cambiare idea.
Kimberly, inizialmente riluttante, accetta di continuare a vivere la sua relazione con Michael, anche a costo di far soffrire Jane.
Alison confessa a Jo di aver deciso di rivelare a Billy i suoi sentimenti, ma il ragazzo, dopo aver ricevuto una telefonata da parte di Amanda, corre da lei. Al suo ritorno, tre ore dopo, sveglia Alison e le confessa di non essere andato a letto con l'ex, mettendo un freno ai suoi istinti. I due finalmente si baciano.
- Guest star: Heather Locklear (Amanda Woodward)
- Altri interpreti: Deborah Adair (Lucy Cabot), Marcia Cross (dott.ssa Kimberly Shaw), Sydney Walsh (Kay Beacon)

## Il primo appuntamento
- Titolo originale: Carpe Diem
- Diretto da: Richard Lang
- Scritto da: Darren Star e Frank South

### Trama
Billy e Alison organizzano un picnic serale come primo appuntamento, ma i pensieri della ragazza sono rivolti al tradimento di Michael, finendo col rovinare l'uscita galante.
Lucy organizza un workshop a Palm Springs, durante il quale Alison e Amanda riescono a superare alcune delle loro incomprensioni.
Durante una cena per festeggiare il suo anniversario con Jane, Michael si fa chiamare da Kimberly al cercapersone e, con una scusa di lavoro, va dall'amante. Jane affronta Michael dicendogli che Alison, prima di partire per Palm Springs, le aveva rivelato il tradimento del marito, ma quest'ultimo nega addossando la colpa alla gelosia di Alison nei loro confronti. Michael dice di andare al lavoro, ma più tardi Jane lo cerca e un'infermiera gli dice che il dottore Mancini non è di guardia. Jane, allora, si presenta a casa di Kimberly e la trova con il marito.
Jo fa amicizia con una modella, Karen, e inizia a frequentare il suo giro d'amicizie suscitando la gelosia di Jake.
Billy raggiunge Alison a Palm Springs e, nonostante i tentativi di Amanda di non farli incontrare, i due passano la notte insieme.
- Guest star: Heather Locklear (Amanda Woodward)
- Altri interpreti: Deborah Adair (Lucy Cabot), Vanessa Angel (Karen), Marcia Cross (dott.ssa Kimberly Shaw)
- Nota. Matt e Rhonda non sono presenti nell'episodio.

## Una coppia in crisi
- Titolo originale: State of Need
- Diretto da: Paul Lazarus
- Scritto da: Charles Pratt Jr.

### Trama
Amanda scopre di essere incinta e, nonostante non chieda nulla a Billy, il ragazzo è combattuto tra le sue responsabilità di padre e i suoi sentimenti per Alison.
Michael decide di troncare la sua relazione con Kimberly e cerca l'aiuto di Alison per riavvicinarsi a Jane, la quale manda via il marito dall'appartamento e gli chiede di iniziare a frequentare un consulente coniugale.
Karen invita a ballare Jake e Jo; una volta in discoteca, però, cerca una maggiore intimità prima con uno, poi con l'altra.
- Guest star: Heather Locklear (Amanda Woodward)
- Altri interpreti: Vanessa Angel (Karen), Patrick Breen (Cameron), Marcia Cross (dott.ssa Kimberly Shaw), Wayne Tippit (Palmer Woodward), Leslie Wing (consulente coniugale)
- Nota. Matt e Rhonda non sono presenti nell'episodio.

## Cambio di proprietà
- Titolo originale: Suspicious Minds
- Diretto da: James Frawley
- Scritto da: Darren Star e Frank South

### Trama
I ragazzi scoprono che il condominio è in vendita e che, con molta probabilità, dovranno abbandonare lo stabile. Jake coglie l'occasione per chiedere a Jo di andare a vivere insieme, ma la ragazza è dubbiosa.
Lucy si dimette dal suo posto di vicepresidente alla D&D e annuncia che Amanda e il collega Brett Nelson sono in lizza per il posto vacante; Alison, invece, ha buone possibilità di coprire il ruolo di Amanda. A cena con Brett, Alison si ubriaca e rivela al ragazzo che Amanda è incinta; Brett parla della gravidanza durante una riunione, ma Amanda nega di aspettare un bambino e cerca la collaborazione di Alison promettendole la promozione nel caso che diventi vicepresidente. Nel frattempo, Alison inizia a ricevere messaggi e lettere moleste; credendo che l'autore sia Brett, lo affronta.
Mentre si trova al lavoro da sola con Alison, una sera Amanda subisce un aborto spontaneo; ricoverata in ospedale, Billy si offre di aiutarla.
Jo si reca da sola con la motocicletta nelle zone più malfamate della città per realizzare un servizio fotografico e porta con sé la pistola di cui Jake le aveva chiesto di sbarazzarsi mesi prima; un poliziotto la ferma per un fanalino rotto e, vedendo l'arma, l'arresta.
Michael organizza un'uscita galante con Jane e i due passano la notte insieme in un hotel.
Rhonda invita Terrence a cenare in un ristorante cinese e gli chiede di sposarla.
Keith torna in città per riavvicinarsi ad Alison, ma, quando la vede abbracciata a Billy, scoppia in lui una morbosa gelosia che lo spinge ad aggredire il ragazzo, che viene ricoverato. In ospedale, Billy viene raggiunto da tutti gli amici del condominio e da Amanda.
Jane affronta Kimberly che le confessa che la sua relazione con Michael non si è mai interrotta.
Di ritorno dall'ospedale, Alison e Billy trovano ad aspettarli Amanda e il padre sulle scale di Melrose: la donna rivela di essere la nuova proprietaria dello stabile e di aver intenzione di trasferirsi in tempi brevi.
- Guest star: Heather Locklear (Amanda Woodward)
- Altri interpreti: Deborah Adair (Lucy Cabot), Marcia Cross (dott.ssa Kimberly Shaw), Jane Daly (agente immobiliare), Steven Flynn (Brett Nelson), Todd Jeffries (poliziotto), John Marshall Jones (Terrence Haggard), Wayne Tippit (Palmer Woodward), William R. Moses (Keith Gray)
- Nota. L'episodio, che ha una durata di settanta minuti, è l'ultimo che vede la partecipazione di Vanessa A. Williams.